# Bestattung von Bad Dürrenberg
Die Bestattung von Bad Dürrenberg ist eine mesolithische Doppelbestattung einer 25 bis 35 Jahre alten Frau und eines etwa 6 bis 8 Monate alten Kindes im heutigen Bad Dürrenberg im Saalekreis (Sachsen-Anhalt).
Sie ist vor allem durch ihre ungewöhnlichen Grabbeigaben und medizinischen Anomalien bekannt geworden, aufgrund deren die Frau der Öffentlichkeit als „Schamanin von Bad Dürrenberg“ präsentiert wird. Sie war archäogenetisch eine Vertreterin der Westeuropäischen Jäger und Sammler. Das Grab wurde 1934 bei Kanalarbeiten im Kurpark von Bad Dürrenberg gefunden. Zwischen 1989 und 2014 wurden mittels Radiokarbonmethode insgesamt vier Altersbestimmungen am Skelettmaterial vorgenommen, die es auf ein Alter zwischen 9000 und 8600 Jahren datieren. Es handelt sich damit um die zweitälteste bekannte Bestattung in Sachsen-Anhalt.

## Archäologische Befunde
Die initiale Ausgrabung 1934 erfolgte lediglich durch einen schmalen Graben, so dass Anteile der mit Rötel bedeckten Grabgrube unangetastet blieben. Im Dezember 2019 wurden im Kurpark von Bad Dürrenberg weitere Ausgrabungen im Bereich der vermuteten Fundstelle des Grabes durchgeführt. Die Grabungen waren erfolgreich und förderten die ursprüngliche Fundstelle zu Tage.
In der Nachgrabung konnten weitere Funde geborgen werden. Unmittelbar vor der eigentlichen Grabgrube wurde eine weitere, kleinere Grube entdeckt, die wohl etwa 600 Jahre nach der ursprünglichen Bestattung angelegt worden war. Sie wurde en bloc geborgen und im Landesmuseums für Vorgeschichte in Halle (Saale) unter kontrollierten Bedingungen, mittels technisch-instrumenteller Verfahren untersucht. Unter anderem wurden zwei Masken aus Hirschgeweih gefunden, die dort etwa 600 Jahre nach dem Tod der Bestatteten niedergelegt worden waren.
Die Frau war in aufrecht gehockter Haltung (Sitzbestattung) beigesetzt worden. Diese Bestattungsposition war für die Jäger und Sammler der Epoche nicht untypisch. Zwischen den Oberschenkeln hielt die Frau einen Säugling. Sitzbestattungen sind ein Phänomen, das regional vom Paläolithikum bis in die Eisenzeit und darüber hinaus zu finden ist.
Der archäologische Befund stellt sich wie folgt dar: Die Skelettreste und die Beigaben waren in der Grabgrube eingebettet. Nur die obere Hälfte des Schädels der Frau ragte heraus. Das pulverisierte Mineral ist in kultischem Kontext vielfach nachweisbar. In der Grube fand sich ein 30 g schweres Rötelstück mit einer angeriebenen Fläche. Ein plattiges, dreieckiges Stück aus amphibolitischem Schiefer und ein oval-rundliches Schiefergeröll hatten zum Zerreiben der Farbe gedient. Zwei zusammenpassende Schädelfragmente mit dem Geweih von Rehen und Bruchstücke von drei Unterkieferhälften könnten auf dem Kopf getragen oder an der Kleidung befestigt gewesen sein.
Mehr als 100 Skelettreste von Bibern, Hirschen, Kranichen, Rehen, Wildschweinen, Ur oder Wisent sowie Panzerbruchstücke von mindestens drei Sumpfschildkröten und etwa 120 Schalenfragmente von Fluss-, Maler- und Flussperlenmuscheln stammen von Nahrungsbeigaben oder hatten rituelle Funktion.
In einem Behälter aus dem Langknochen eines Kranichs lagen 29 für die Mittelsteinzeit typische kleine, bearbeitete Feuersteinstücke, so genannte Mikrolithen. Es handelt sich dabei um Einsätze in Werkzeuge aus Holz, Knochen oder Geweih, so genannte Kompositgeräte. Neben weiteren Feuersteinen und Abschlägen zählen ein als Schlagstein benutztes Quarzitgeröll, eine geschliffene Flachhacke (oder ein Beil) aus schwarzem Hornblendeschiefer, eine Gerätfassung mit Schaftloch aus einem Hirschgeweihstück, vier Knochenpfrieme und eine 22,1 cm lange Knochenspitze zu den Gerätebeigaben.
Der Schmuck bestand aus über 20 Schneidezähnen vom Wildschwein, Ur oder Wisent und zwei Schmuckplatten aus Wildschweinhauern. Sie waren durchlocht und als Halskette oder Schmuckanhänger an der Kleidung getragen worden. Etwa 40 Zähne vom Hirsch und Reh, Ur oder Wisent sowie vier Eberhauer bzw. deren Fragmente weisen keine Durchlochung auf.

### Rekonstruktion nach Ausgrabung der Grabkammer
Die fast rechteckige Grabgrube von etwa 90 cm und 55 cm Tiefe war etwa 30 cm hoch mit Rötel gefüllt. Nach Angaben des Grabungstechnikers Andreas Siegl ließe sich die Grabgrube wie folgt rekonstruieren: Bei dem Grab handelte es sich um ein rechteckiges, wahrscheinlich aus Weidenruten geflochtenes, korbartiges Behältnis. Die Grabkammer mit dem korbartigen Flechtwerk war sorgsam in den eigentlichen, achteckigen Bodenaushub eingelassen. Der Zwischenraum zwischen der Grubenwand und dem Flechtwerk wurde mit weißem Lehm verfüllt, die Innenseite zu den Leichnamen hin mit rotem Mineral verputzt. Es wird vermutet, dass die entstandene Grabkammer mit Hölzern nach oben hin abgedeckt wurde. Nachdem beide Leichname in der geflochtenen Grabkammer platziert worden waren, wurden sie mit einer ca. 30 cm dicken Schicht aus Rötel bestreut. Zusammen mit der Frau wurde ein maximal zwölf Monate altes männliches Kind bestattet. Zu den Beigaben der Leichname im Grab gehörten diverse Feuersteinklingen, zwei Knochennadeln, eine Geweihhacke, ein geschliffenes Steinbeil und mehrere Schmuckplatten aus Hauern eines Wildschweins. Daneben fanden sich zwei Knochen eines Kranichs, ein Knochen eines Bibers und eines Rothirschs, Schneidezähne von Rothirschen, zwei zusammenpassende Schädelfragmente mit Geweih von einem Reh, Bruchstücke der Panzer von mindestens drei Sumpfschildkröten und Fragmente von Flussmuscheln etc. In einer Hülse aus Kranichknochen fanden sich 31 kleine Feuersteinklingen.

## Anthropologische Befunde
Das Geschlecht des erwachsenen Individuums wurde zunächst als männlich bestimmt. Erste Nachuntersuchungen führten jedoch zu dem Ergebnis, dass es sich um ein weibliches Skelett handelte. Die Frau war zum Zeitpunkt ihres Todes vermutlich zwischen 25 und 35 Jahren alt. Die Rekonstruktion ihres Genoms (mit Hilfe von Knochenmaterial aus der Region des Felsenbeins) ergab, dass die Frau helle Augen und eher dunkle Haut hatte.
Das Skelett des Babys war nach der Bergung sehr unvollständig. Das Kind war zum Zeitpunkt seines Todes ca. 12 Monate alt. Wie Harald Meller und Kai Michel in ihrem 2022 erschienenen Buch Das Rätsel der Schamanin zeigen, handelt es sich bei dem Kind um einen nicht ersten Grades, möglicherweise aber dritten oder vierten Grades mit der Frau verwandten Jungen. Bei der Nachgrabung (2019) war das Felsenbein des Jungen sichergestellt worden, so dass der Verwandtschaftsgrad mittels Genanalyse ermittelt werden konnte.
Am Skelett der Frau gibt es einige pathologische Veränderungen (Paläopathologie), die für das Mesolithikum typisch sind. Hierbei handelt es sich um Abnutzungserscheinungen. Auffällig ist der gute Zustand der Zähne, wobei jedoch die Schneidezähne deutliche Abrasionen aufweisen, die durch gezielte Außeneinwirkung herbeigeführt sein müssen. Diese Abrasion ist so stark, dass die Nerven der Schneidezähne abstarben und der Kiefer der Frau sich entzündete. Diese Entzündungen waren jedoch lokal begrenzt und teilweise verheilt, so dass sie nicht als Todesursache in Betracht kommen.
Eine weitere Besonderheit ist eine Anomalie am Atlaswirbel, die anfänglich fälschlicherweise für die Spur einer Enthauptung gehalten wurde. Diese Anomalie führte dazu, dass bei einer bestimmten Kopfbewegung eine Arterie eingeklemmt wurde, was die Blutzufuhr zum Gehirn kurz unterbrach. Da die Frau aber 25 bis 35 Jahre alt wurde, gingen einige Experten davon aus, dass diese Anomalie nicht tödlich gewesen sei. Andere Forschende vermuteten, dass die Frau Kontrolle über diese Körperfunktion hatte und sich selbst in Trance versetzen konnte. Eine Abnutzung könnte jedoch zu einem Riss in der Gefäßwand geführt haben, was als Todesursache möglich wäre.

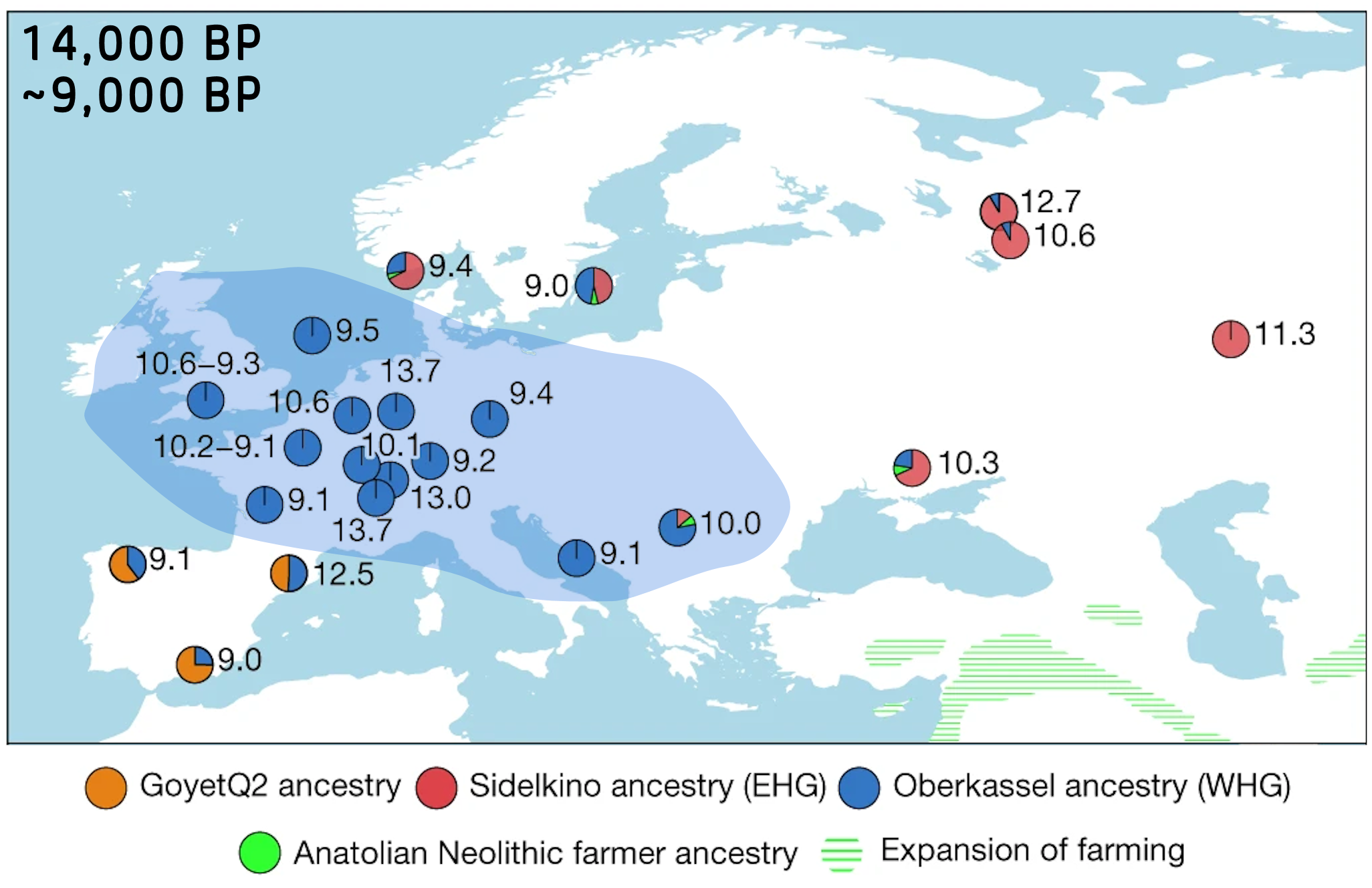
Genetische Abstammung von Jägern und Sammlern in Europa zwischen 14.000 und 9.000 Jahren, wobei das Hauptverbreitungsgebiet der westlichen Jäger und Sammler (WHG,) blau markiert ist. Einzelne Zahlen entsprechen kalibrierten Probendaten.

Das genomische Abstammungsprofil der bestatteten Frau oder Schamanin liegt genau im Bereich der archäogenetischen Analysen von mehreren weiteren Funden mesolithischer Jäger und Sammler aus dem Zentrum und Westeuropa, den westlichen (europäischen) Jäger-Sammlern(WHG). Diese Abstammungslinie entstand während des Epipaläolithikums in den südlichen bzw. südöstlichen Teilen Europas und ersetzte bald die noch vorherrschende Magdalénien-assoziierte Abstammung im Letzteiszeitlichen Maximum, englisch Last Glacial Maximum (LGM). Der „neue“ Genomtyp wurde in Europa zum vorherrschenden Genomtyp im frühen Holozän in West-/Mitteleuropa. Osteuropa war die Heimat einer verwandten, aber unterscheidbaren Abstammungsform von (osteuropäischen) Jägern und Sammlern (EHG), und beide vermischten sich in einem longitudinalen Überlappungsbereich, der sich vom heutigen Skandinavien bis in die USA erstreckte. In den Untersuchungen konnte das mitochondriales Genom der Frau vervollständigt werden und bestätigte den Haplotyp mit der Abstammung Haplogruppe U, genauer U4b1b1.

## Interpretation
Aufgrund der Lage der Verstorbenen und der großen Menge an Beigaben, insbesondere des Rehgeweihs, wurde das Grab schon früh einer Schamanin zugeordnet. So sind z. B. die Schamanen der Tungusen in Sibirien für geschmückte Kleider mit einem bisweilen hoch aufragenden Geweih auf dem Kopf bekannt.
Die Interpretation wird durch den anthropologischen Befund gestützt. Denn die Anomalie (Anomalien am kraniozervikalen Übergang) mit möglichen Auswirkungen auf die Strom- und Versorgungsgebiete der Arteria vertebralis bzw. Arteria basilaris könnte sie dazu befähigt haben, mit einem (verstärkten) Nicken ohnmächtig zu werden. Es ist möglich, dass ihre Zeitgenossen sie aufgrund dieser Fähigkeit für etwas Besonderes hielten.
Zwar scheint die Hypothese für eine „schamanische Mesolithikerin“ durch etliche Indizien nicht unbegründet zu sein, bewiesen ist sie jedoch nicht. Thomas Terberger merkte an, dass Meller und Michel die Fundsituation, also den archäologischen Kontext stark spirituell-animistisch deuten, obwohl die Fundsituation der erwachsenen Toten auch ein Zeichen für einen präferierten Status, wie den einer Anführerin, sein könnte, wobei Terberger einräumt, dass diese beiden Aspekte in jener Epoche wahrscheinlich weniger getrennt waren.
Unweit der Bestattung von Bad Dürrenberg haben Archäologen des Landesamts für Denkmalpflege und Archäologie Sachsen-Anhalt in Dehlitz (Burgenlandkreis) einen anderen Fundplatz aus der Epoche der Toten ausgegraben. Die Funde und Befunde deuten auf ein temporäres, von den Jäger- und Sammlergruppen mehrfach genutztes Jagdlager hin. Aufgrund der räumlichen Nähe – der Fundort liegt auf über 100 Meter Höhe und circa sieben Kilometer Luftlinie südlich – zum Grab von Bad Dürrenberg sowie der Ähnlichkeit des zur Geräteherstellung verwendeten Rohmaterials, der Verwandtschaft der Geräteformen und der zeitlichen Einordnung ist eine Verknüpfung des Jagdlagers bei Dehlitz mit der Bestattungsstätte möglich.

## Klimatisch und ökologische Situation
Die Letzte Kaltzeit endete mit dem Beginn des Holozän vor etwa 11.700 Jahren. Als Folge veränderte eine langsame Erwärmung die Ökosysteme, damit wandelten sich auch die Lebensbedingungen für die Menschen. Die bis zu diesem Zeitpunkt in den Tundren verbreiteten Tiere, etwa das Mammut, Wildpferde und Rentier, wurden durch die sich in Mitteleuropa großflächig ausbreitenden Wälder (Präboreal bzw. Boreal mit einem Kiefern-Birken-Mischwald) aus ihren natürlichen Habitaten zurückgedrängt. Die Jäger- und Sammlergruppen des Mesolithikums mussten ihre Ernährungsweise anpassen. Es waren andere Tierarten eingewandert, so etwa der Rothirsch und das Wildschwein, aber auch der Fischfang wurde bedeutungsvoller.

## Rezeption
Karol Schauers Rekonstruktionszeichnung der Schamanin von Bad Dürrenberg inspirierte mehrere moderne Produkte und künstlerische Werke. Der Spielzeughersteller Playmobil brachte eine Figur nach ihrem Vorbild heraus. Im US-amerikanischen Spielfilm Alpha von 2018 ist das Kostüm einer jungpaläolithischen Schamanin direkt der Ausstattung der Schamanin von Bad Dürrenberg nachempfunden. In der deutschen Fernsehserie Barbaren diente die Schamanin in den Jahren 2020 und 2022 als Vorbild für eine in mehreren Folgen auftretende germanische Priesterin.

## Filme
- Das Grab der Schamanin von Bad Dürrenberg | Museum exklusiv. Landesmuseum für Vorgeschichte Halle. In: YouTube. 22. Februar 2021, abgerufen am 28. Juli 2022.
- Eine mächtige Frau: die Schamanin im Landesmuseum | Museum exklusiv. Landesmuseum für Vorgeschichte Halle. In: YouTube. 23. April 2021, abgerufen am 28. Juli 2022.
- Die Schamanin von Bad Dürrenberg: Die Wiederentdeckung des Grabes | Archäologie exklusiv. Landesmuseum für Vorgeschichte Halle. In: YouTube. 20. Oktober 2022, abgerufen am 27. Oktober 2022.
- Die Schamanin von Bad Dürrenberg: Altgrabung trifft moderne Methoden | Archäologie exklusiv. Landesmuseum für Vorgeschichte Halle. In: YouTube. 27. Oktober 2022, abgerufen am 27. Oktober 2022.
- Die Schamanin von Bad Dürrenberg: Die Neufunde | Archäologie exklusiv. Landesmuseum für Vorgeschichte Halle. In: YouTube. 3. November 2022, abgerufen am 3. November 2022.
- Die Schamanin von Bad Dürrenberg: Der Kranichknochenbehälter | Archäologie exklusiv. Landesmuseum für Vorgeschichte Halle. In: YouTube. 10. November 2022, abgerufen am 10. November 2022.
- Die Schamanin von Bad Dürrenberg: Spurensuche am Skelett der Schamanin | Archäologie exklusiv. Landesmuseum für Vorgeschichte Halle. In: YouTube. 17. November 2022, abgerufen am 17. November 2022.
- Die Schamanin von Bad Dürrenberg: Rekonstruktion der Grabgrube | Archäologie exklusiv. Landesmuseum für Vorgeschichte Halle. In: YouTube. 1. Dezember 2022, abgerufen am 24. Dezember 2022.
- Die Schamanin von Bad Dürrenberg: Am Fundort | Archäologie exklusiv. Landesmuseum für Vorgeschichte Halle. In: YouTube. 18. Dezember 2022, abgerufen am 24. Dezember 2022.
- Die Schamanin von Bad Dürrenberg: Geheimnisvolle Masken | Archäologie exklusiv. Landesmuseum für Vorgeschichte Halle. In: YouTube. 12. Januar 2023, abgerufen am 12. Januar 2023.
- Die Schamanin von Bad Dürrenberg: Was ist Schamanismus? | Archäologie exklusiv. Landesmuseum für Vorgeschichte Halle. In: YouTube. 19. Januar 2023, abgerufen am 19. Januar 2023.
- Die Schamanin von Bad Dürrenberg: Das rätselhafte Kind | Archäologie exklusiv. Landesmuseum für Vorgeschichte Halle. In: YouTube. 2. Februar 2023, abgerufen am 2. Februar 2023.
- Die Schamanin von Bad Dürrenberg: Die Krankenakte | Archäologie exklusiv. Landesmuseum für Vorgeschichte Halle. In: YouTube. 9. Februar 2023, abgerufen am 9. Februar 2023.
- Die Schamanin von Bad Dürrenberg: Die Tierwelt | Archäologie exklusiv. Landesmuseum für Vorgeschichte Halle. In: YouTube. 16. Februar 2023, abgerufen am 16. Februar 2023.
- Die Schamanin von Bad Dürrenberg: Ein Resümee | Archäologie exklusiv. Landesmuseum für Vorgeschichte Halle. In: YouTube. 23. Februar 2023, abgerufen am 23. Februar 2023.
- Lady Sapiens – Auf den Spuren eines Steinzeit-Mythos. 28. Dezember 2022, 43 Minuten, auf zdf.de
- Das Grab der Schamanin – Ein Geheimnis aus der Steinzeit. D/F 2024, Arte, 22. Juni 2024, 53 Min. (Verfügbar bis zum 22/07/2024)

## Hörbuch
- Harald Meller, Kai Michel: Das Rätsel der Schamanin. CD-Hörbuch gelesen von Helge Heynold, Lagato Verlag, ISBN 978-3-95567-916-3.